# Lista de distritos de Sobral (Ceará)

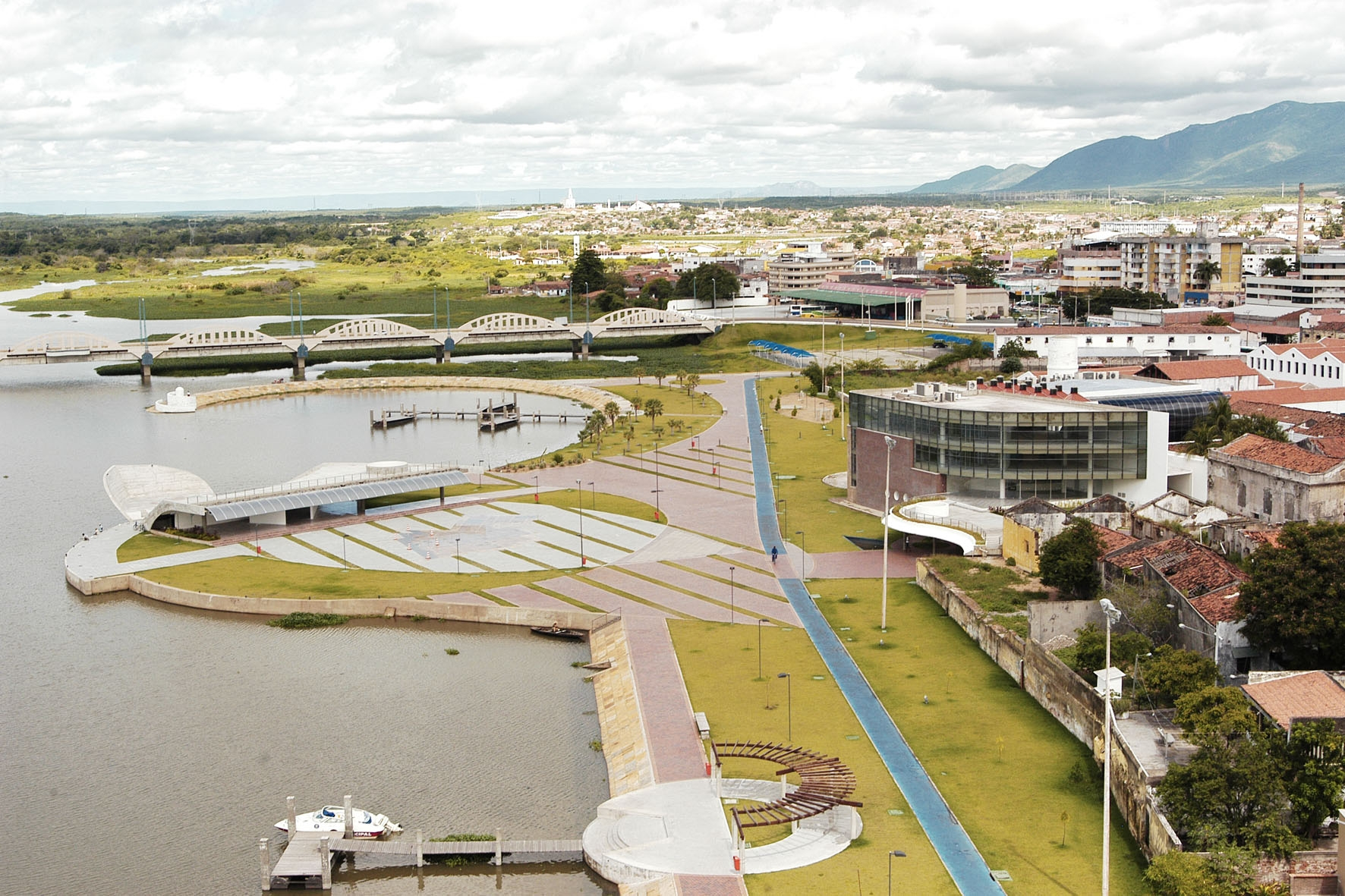
Vista parcial do centro da cidade, no distrito-sede de Sobral, à margem esquerda do rio Acaraú.

Essa é a lista de distritos de Sobral, que são uma divisão oficial do município brasileiro supracitado, localizado no interior do estado do Ceará. As subdivisões estão de acordo com dados dos censos demográficos realizados pelo Instituto Brasileiro de Geografia e Estatística (IBGE). O distrito-sede, que é onde se encontram muitos dos bairros de Sobral e o Centro Histórico da cidade, foi criado pela provisão de 30 de agosto de 1757, então pertencente a Fortaleza.
Sobral foi emancipada na década de 1770, sendo reconhecida como cidade lei provincial nº 222 de 12 de janeiro de 1841. Desde então, ocorreu a criação de diversos distritos do município, além da emancipação de Cariré (desmembrado em 23 de setembro de 1935), Meruoca (22 de novembro de 1951) e Forquilha (5 de fevereiro de 1985). De acordo com o IBGE, restavam 17 distritos em 2022, sendo que o distrito-sede era o mais populoso, contando com 158 848 habitantes, seguido por Jaibaras, com 7 018 moradores.

## Distritos de Sobral
| Distrito               | Código IBGE | Habitantes (2022) | Domicílios particulares (2022) | Data de criação         |           |           |       |     |                       |
| ---------------------- | ----------- | ----------------- | ------------------------------ | ----------------------- | --------- | --------- | ----- | --- | --------------------- |
| Distrito               | Código IBGE | Habitantes (2022) | Domicílios particulares (2022) | Data de criação         | Aprazível | 231290807 | 2 162 | 752 | 9 de dezembro de 1996 |
| Aracatiaçu             | 231290810   | 4 787             | 1 645                          | 18 de março de 1843     |           |           |       |     |                       |
| Baracho                | 231290865   | 2 649             | 914                            | 25 de abril de 2005     |           |           |       |     |                       |
| Bilheira               | 231290870   | 893               | 322                            | 10 de maio de 2006      |           |           |       |     |                       |
| Bonfim                 | 231290815   | 1 563             | 532                            | 28 de agosto de 1963    |           |           |       |     |                       |
| Caioca                 | 231290820   | 1 214             | 388                            | 14 de janeiro de 1964   |           |           |       |     |                       |
| Caracará               | 231290825   | 1 695             | 584                            | Antes de 1933           |           |           |       |     |                       |
| Jaibaras               | 231290835   | 7 018             | 2 379                          | Antes de 1936           |           |           |       |     |                       |
| Jordão                 | 231290840   | 4 978             | 1 625                          | Antes de 1911           |           |           |       |     |                       |
| Patos                  | 231290847   | 1 433             | 505                            | 20 de fevereiro de 2003 |           |           |       |     |                       |
| Patriarca              | 231290850   | 2 234             | 740                            | Antes de 1933           |           |           |       |     |                       |
| Pedra de Fogo          | 231290875   | 1 159             | 405                            | 18 de maio de 2005      |           |           |       |     |                       |
| Rafael Arruda          | 231290845   | 2 314             | 886                            | 10 de dezembro de 1957  |           |           |       |     |                       |
| Salgado dos Machados   | 231290880   | 3 114             | 587                            | 1 de julho de 2008      |           |           |       |     |                       |
| São José do Torto      | 231290853   | 1 060             | 413                            | 24 de novembro de 1989  |           |           |       |     |                       |
| Sobral (distrito-sede) | 231290805   | 158 848           | 53 230                         | -                       |           |           |       |     |                       |
| Taperuaba              | 231290855   | 5 902             | 2 111                          | Antes de 1933           |           |           |       |     |                       |